# Hauptfriedhof Freiburg im Breisgau

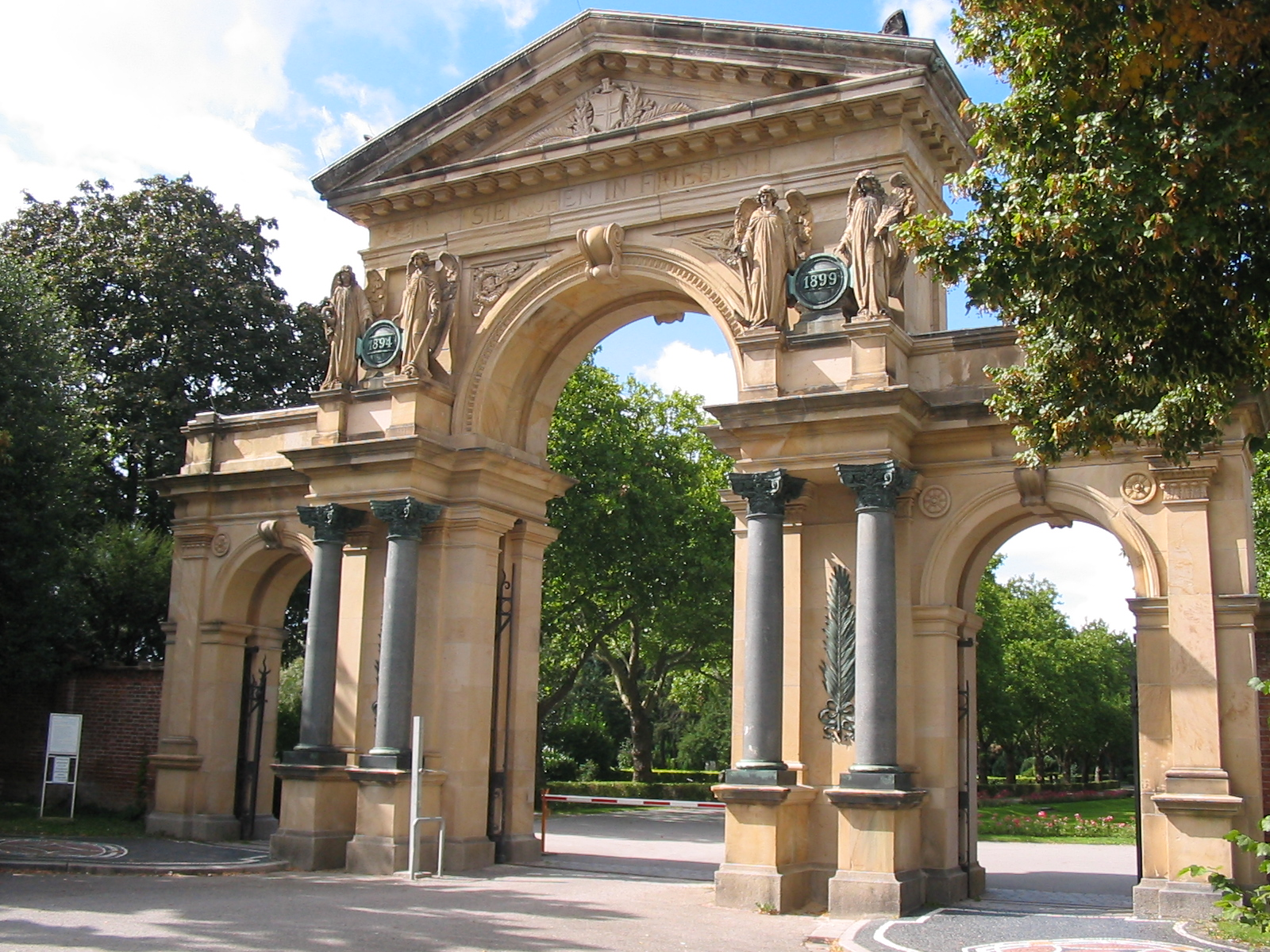
Portal de entrada do Hauptfriedhof

O Hauptfriedhof (em português:  Cemitério Principal) de Freiburg im Breisgau foi estabelecido em 1872. Tem área de 27,11 ha e está localizado ao norte do distrito de Stühlinger.

## História

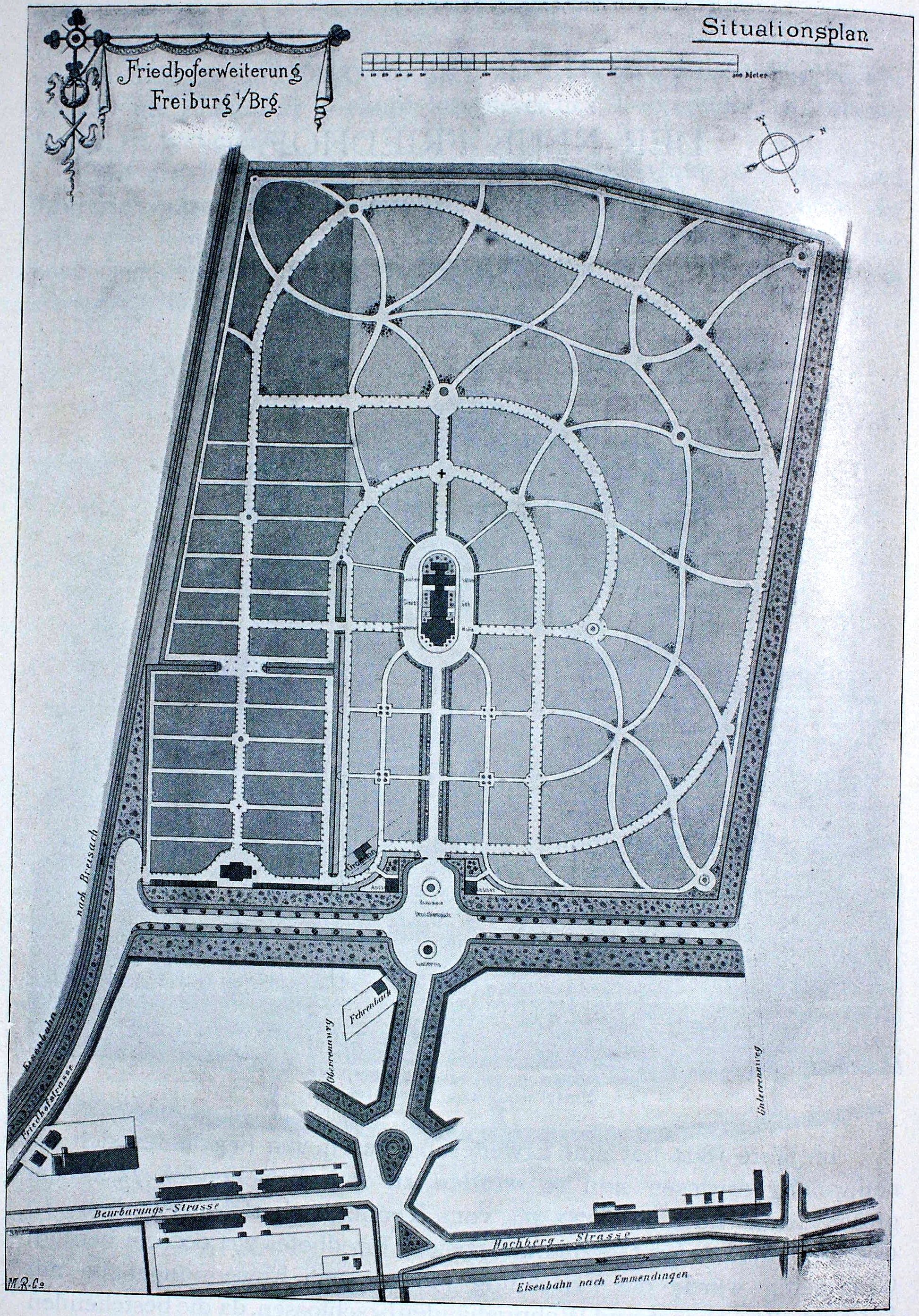
O cemitério após a ampliação de 1894/99

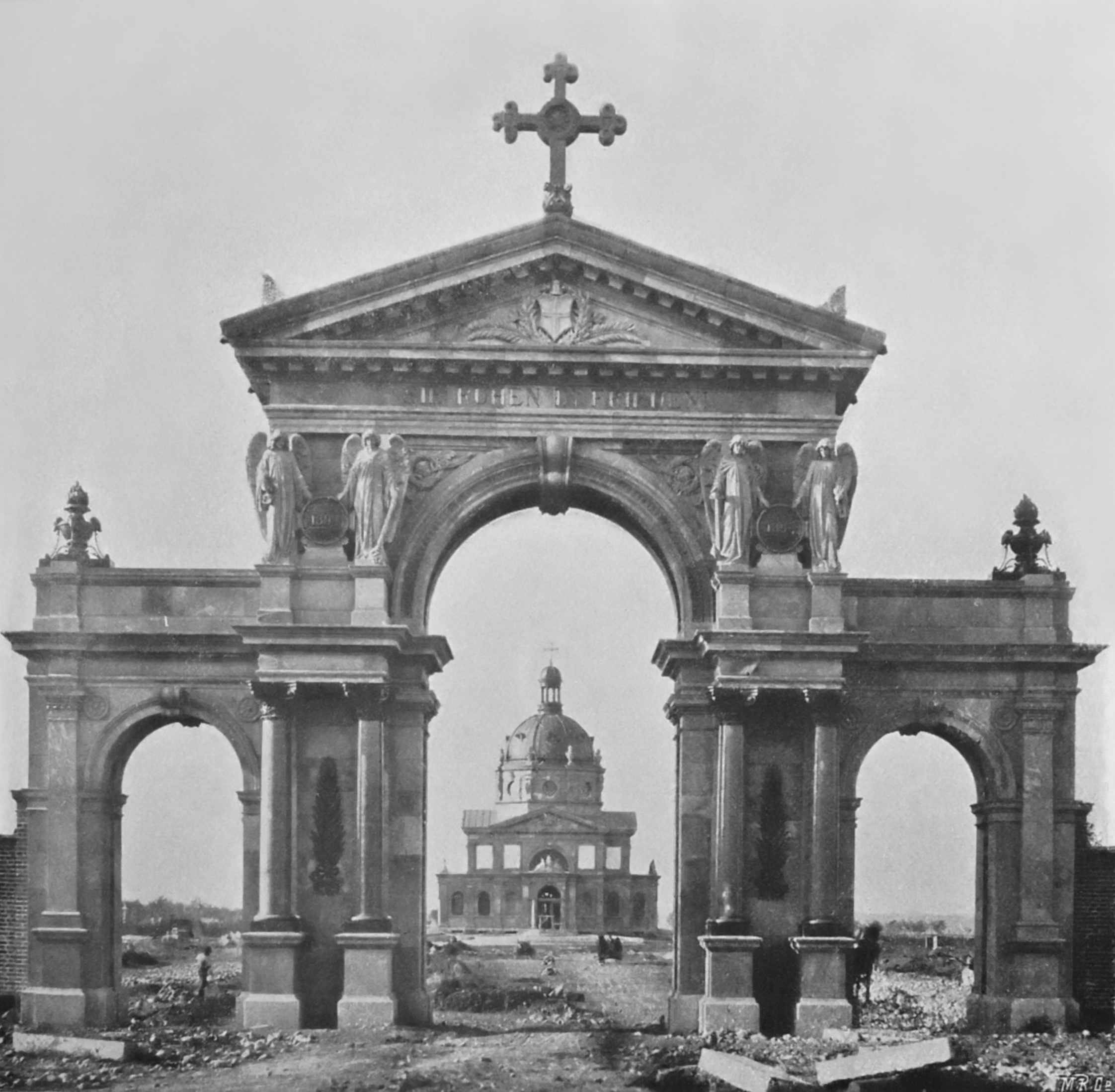
O portal principal com o Salão Abençoado ("Einsegnungshalle") um pouco antes de seu término, 1898

O primeiro cemitério geral em Freiburg estava localizado no lado norte da Catedral de Freiburg. Foi fechado em 1515 por determinação do imperador Maximiliano I de Habsburgo por razões de risco de contaminação, sendo removido para a St. Nikolauskirche no distrito de Neuburg. Este cemitério foi demolido em 1678 devido à construção da fortificação da cidade por Sébastien Le Prestre de Vauban. Alguns anos depois foi inaugurado o Alter Friedhof, um pouco mais ao norte.
Com o rápido crescimento populacional da cidade no século XIX este cemitério já não era mais suficiente, e em 1 de novembro de 1872 foi aberto o Neuer Friedhof, na época ainda distante das portas da cidade. Compreendia então os campos de sepultamento 1-12, uma casa mortuária e um pavilhão de sepulturas. Já em 1880 houve uma ampliação para o oeste, com os campos de sepultamento 13-23. Nos anos 1894-99 finalmente o cemitério foi ampliado para a sua área atual. Nesta época também foi construído a portal principal e o Salão Abençoado. Em 1901 foi construída a capela mortuária da família Alexander Mitscherlich. No ano 1905 foi construída por iniciativa privada do dentista Karl Günther († 1894) a Magdalenenkapelle. Foi construída de acordo com um projeto de Max Meckel em trabalho conjunto com os escultores Johann Gastell (Schwaningen) e Joseph Dettlinger, o pintor de igrejas Carl Philipp Schilling e o especialista em vitrais Falk. Em 1914 foi inaugurado o crematório.
No bombardeamento de Freiburg em 27 de novembro de 1944 foram destruídas a antiga casa mortuária e o pavilhão de sepulturas, a Magdalenenkapelle e diversas sepulturas. O Salão Abençoado e a Mitscherlichkapelle foram danificados.

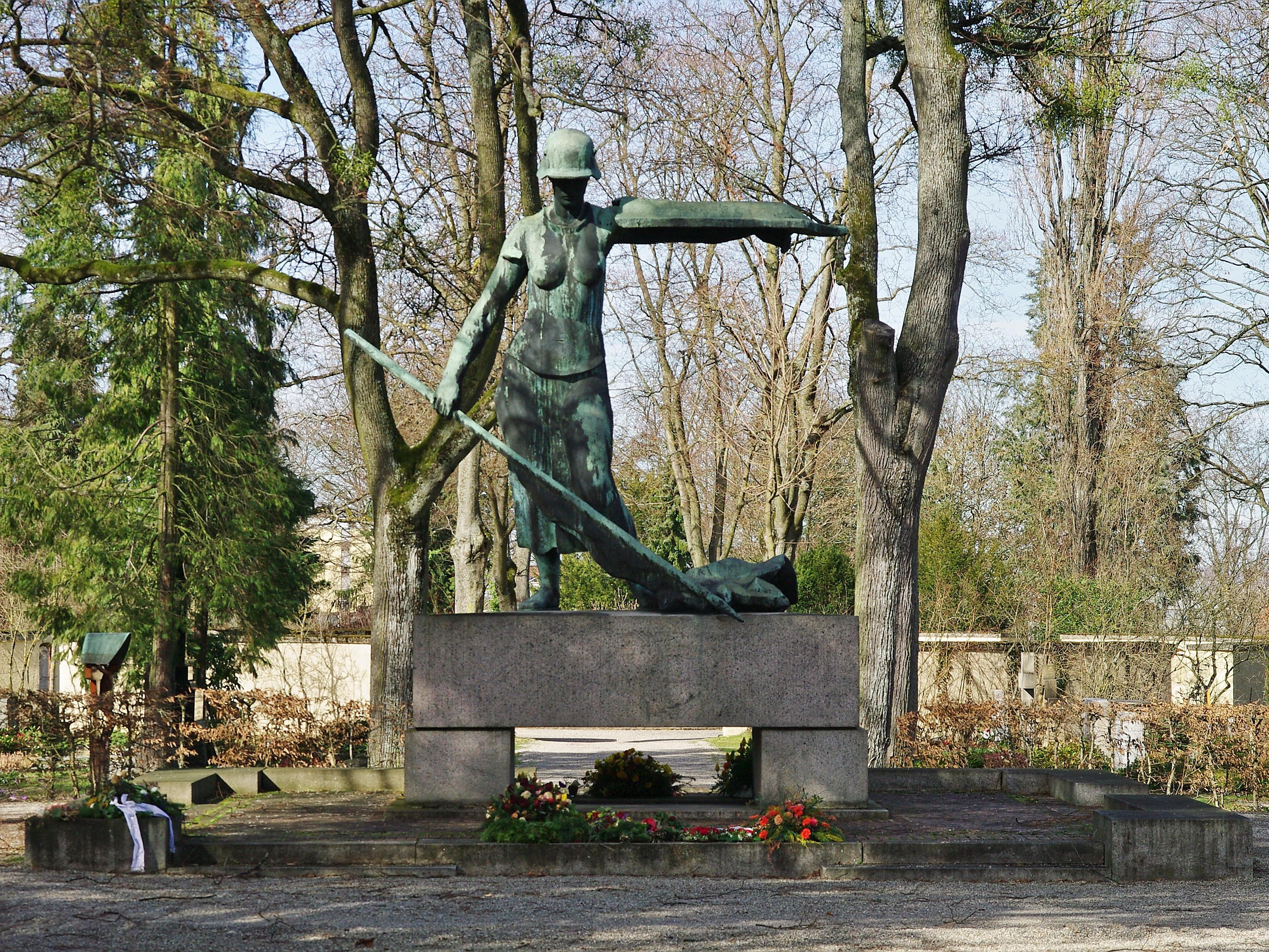
Monumento aos mortos nas duas guerras mundiais

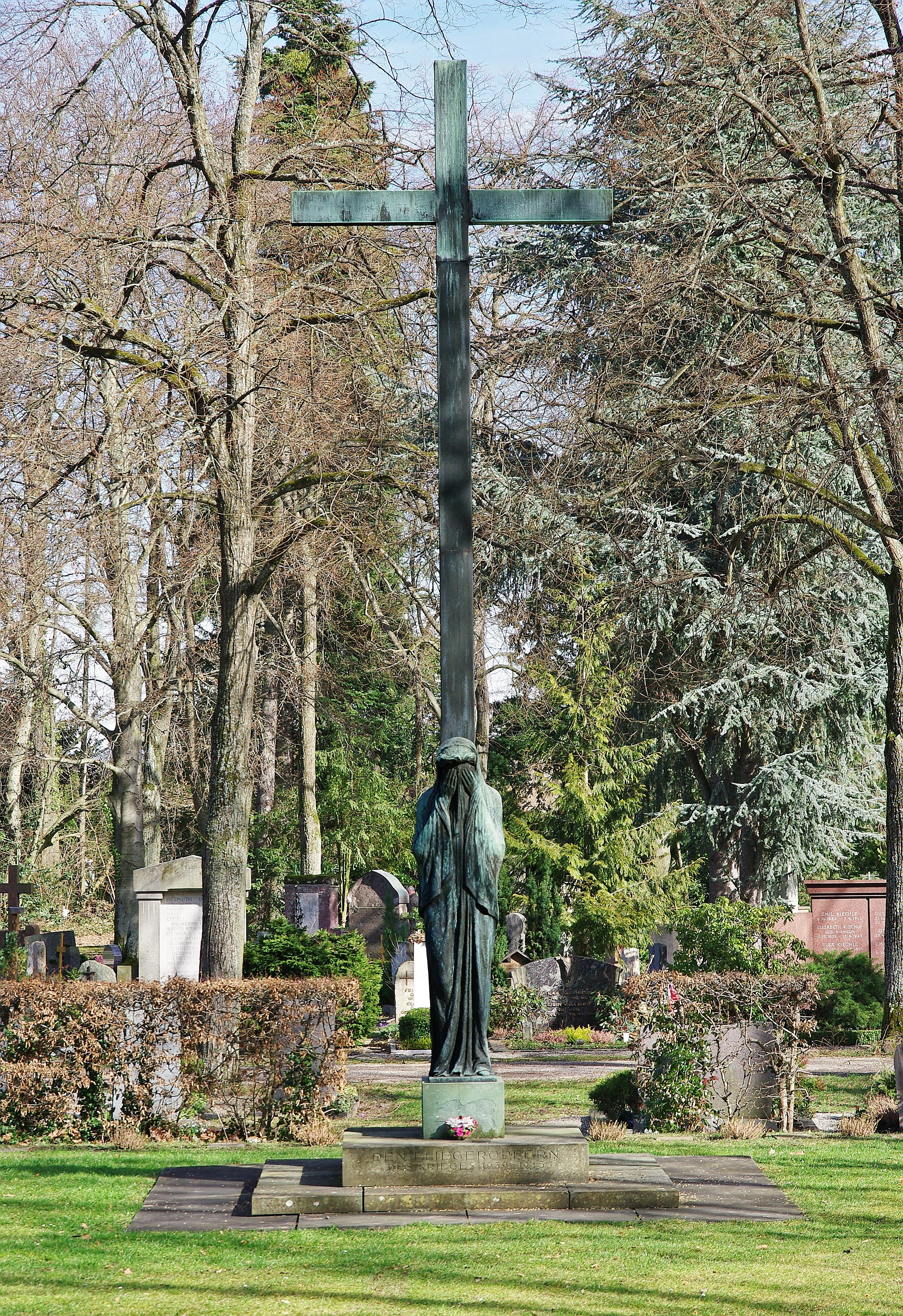
Figura feminina "Die Trauernde" por Richard Engelmann

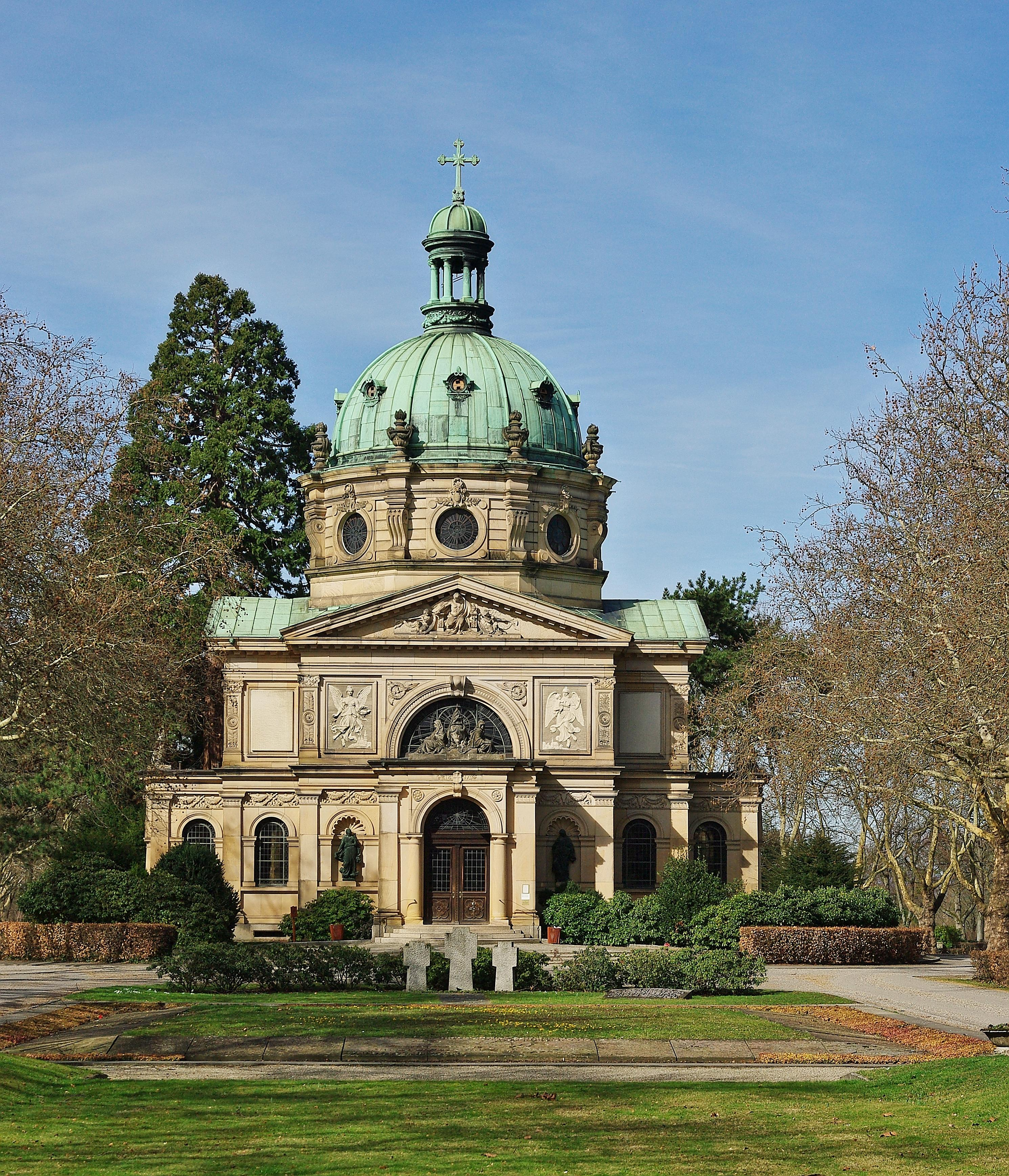
Salão Abençoado ("Einsegnungshalle")

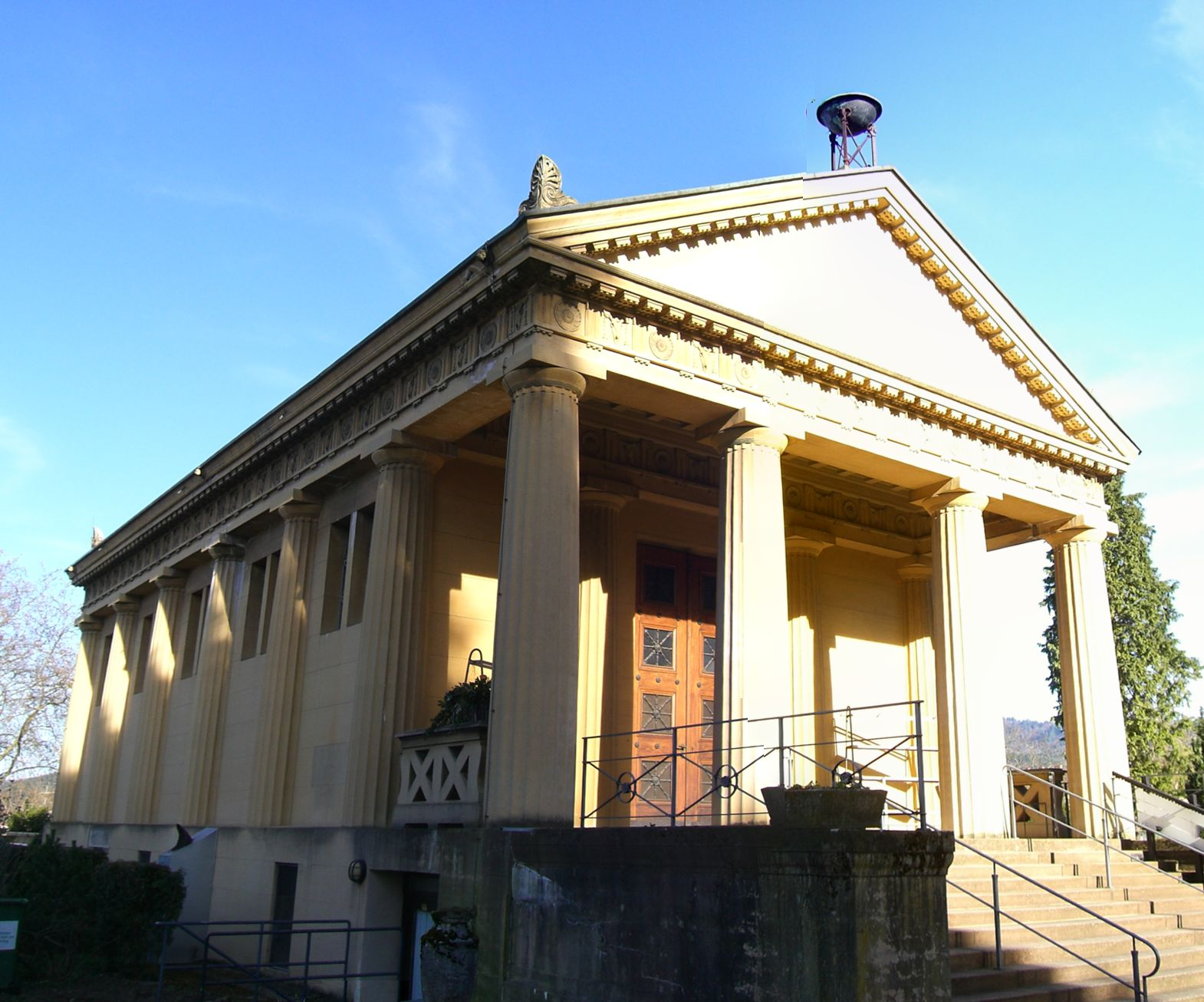
O crematório

## Personalidades
- Heinrich Schreiber (1793–1872), historiador
- Joseph von Buß (1803–1878), jurista, professor da Universidade de Freiburg

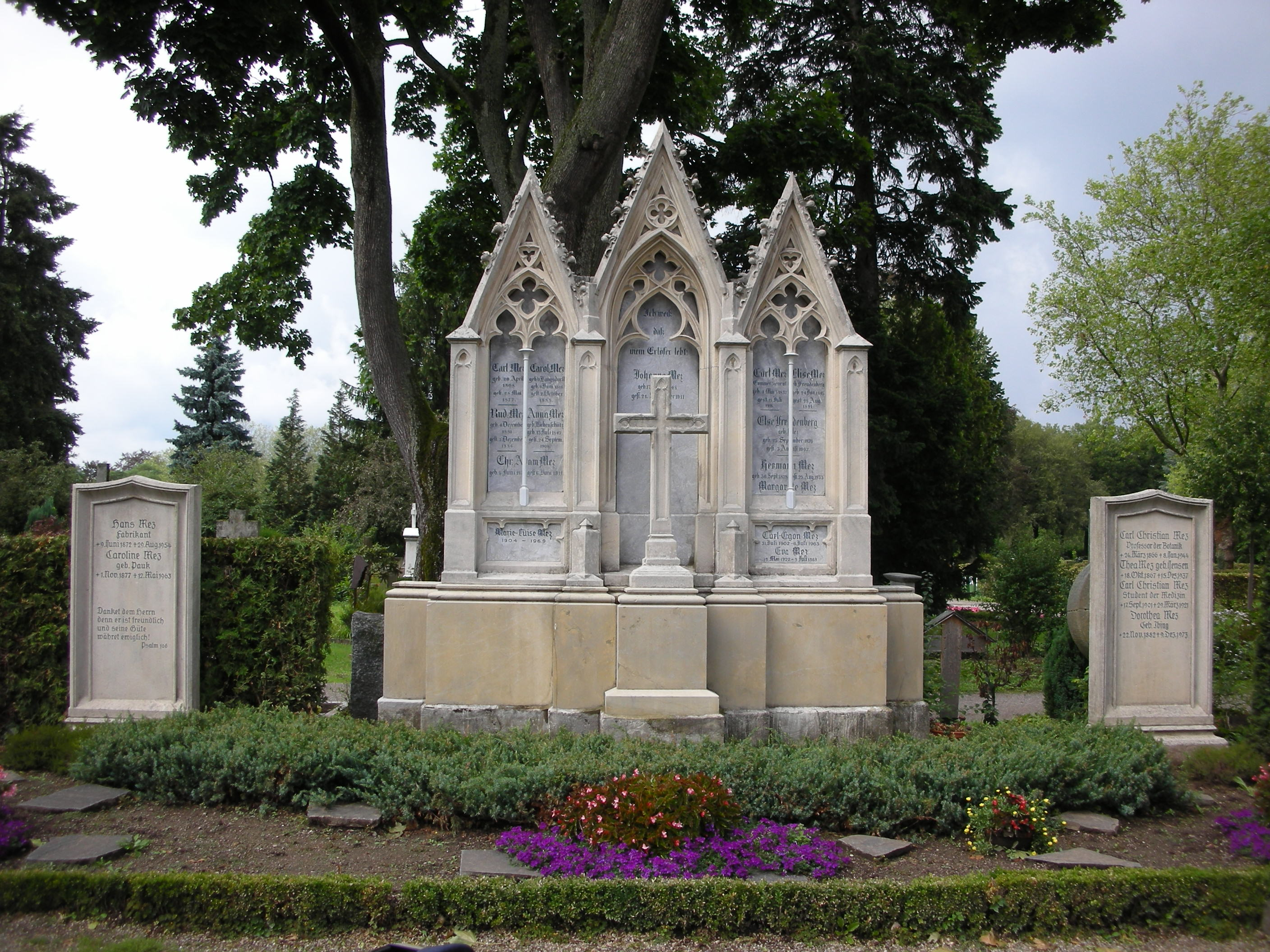
Sepultura da família Mez

- Joseph Bader (1805–1883), historiador
- Michael Welte (1807–1880), inventor
- Carl Mez (1808–1877), industrial e político
- Adolf von Glümer (1814–1896), general
- Friedrich Michelis (1815–1886), teólogo católico
- Eduard Fauler (1819–1882), empresário e político
- Franz Xaver Kraus (1840–1901), historiador
- Karl Binding (1841–1920), jurista
- Hermann Dimmler (1843–1903), pianista e dirigente, aluno de Franz Liszt
- Otto Winterer (1846–1915), político

- Julius Seitz (1847–1912), escultor
- Max Meckel (1847–1910), arquiteto

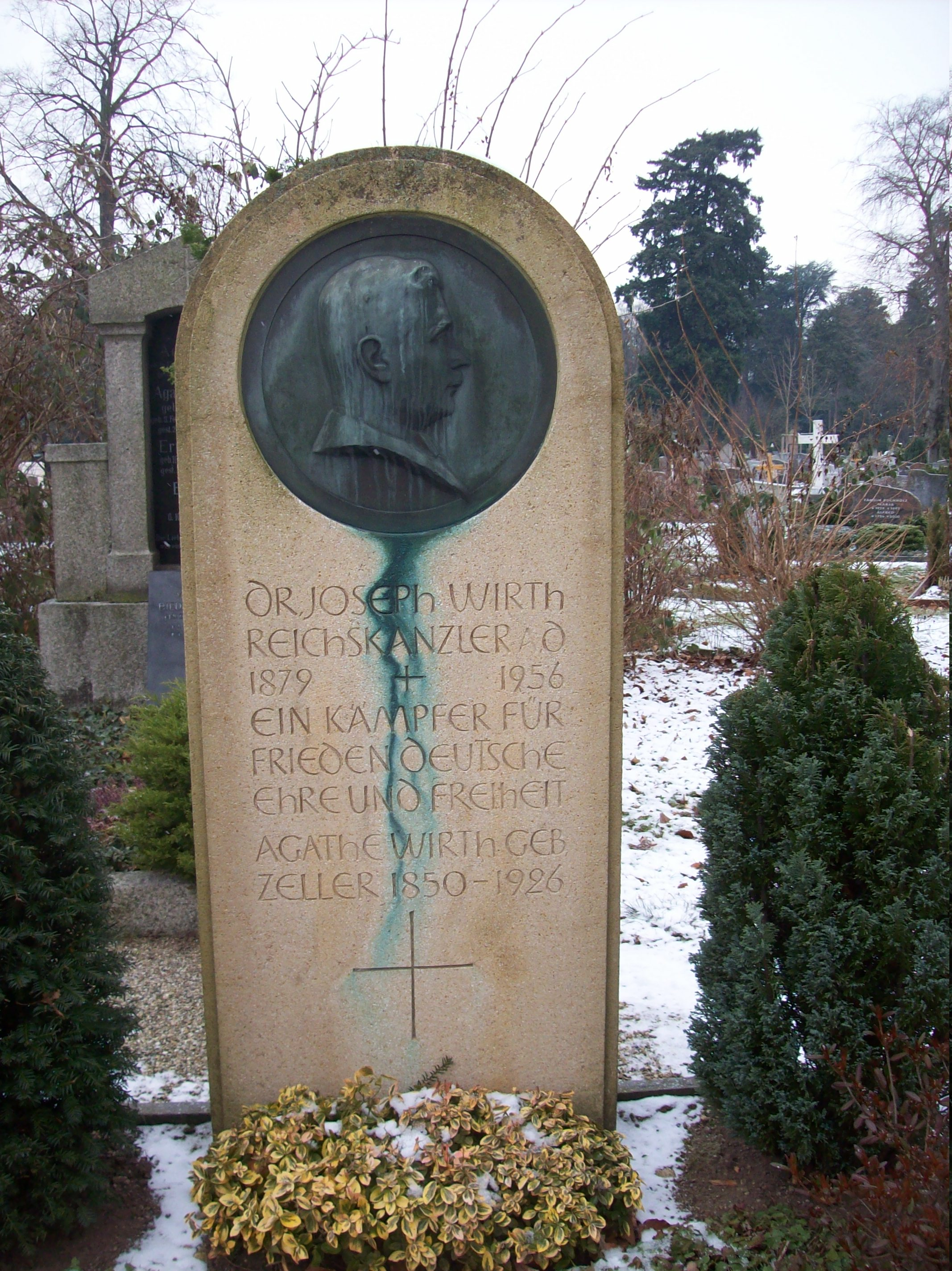
Sepultura do Chanceler da Alemanha Joseph Wirth

- Theodor Leutwein (1849–1921), administrador colonial alemão
- Otto Lenel (1849–1935), historiador do direito
- Ernst Thomas (1849–1905), patologista
- Paul Kraske (1851–1930), cirurgião
- Max von Gallwitz (1852–1937), general
- Gustav Adolf Knittel (1852–1909), escultor
- Constantin Fehrenbach (1852–1926), Chanceler da Alemanha 1920–1921
- Fritz Geiges (1853–1935), especialista em vitrais
- Johannes von Kries (1853–1928), psicólogo e fisiologista
- Hans von Krafft-Ebing (1854–1930), jurista

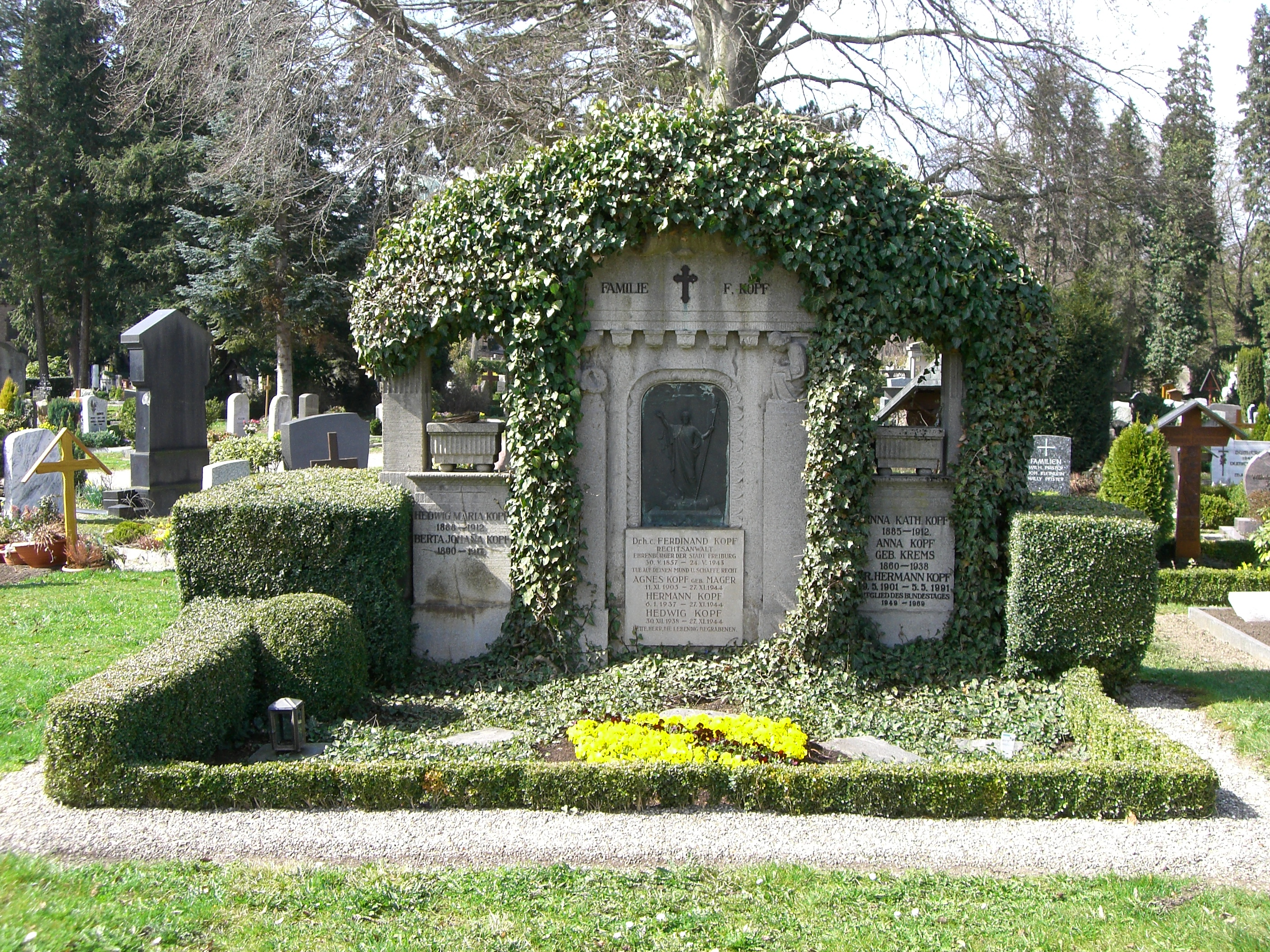
Sepultura da família Kopf

- Ferdinand Kopf (1857–1943), político
- Lorenz Werthmann (1858–1921), religioso
- Bernhard von Beck (1863–1930), cirurgião
- Emil Gött (1864–1908), escritor
- Hermann Herder (1864–1937), editor
- Carl Christian Mez (1866–1944), botânico
- Ludwig Aschoff (1866–1942), patologista
- Rudolf G. Binding (1867–1938), escritor
- Willibald Nagel (1870–1911), fisiologista
- Paul Uhlenhuth (1870–1957), bacteriologista
- Johann Baptist Knebel (1871–1944), teólogo católico
- Franz Geiler (1879–1948), político
- Joseph Wirth (1879–1956), Chanceler da Alemanha 1921–1922
- Heinrich Brenzinger (1879–1960), industrial
- Engelbert Krebs (1881–1950), teólogo católico
- Karl Müller (1881–1955), botânico
- Hermann Staudinger (1881–1965), Nobel de Química

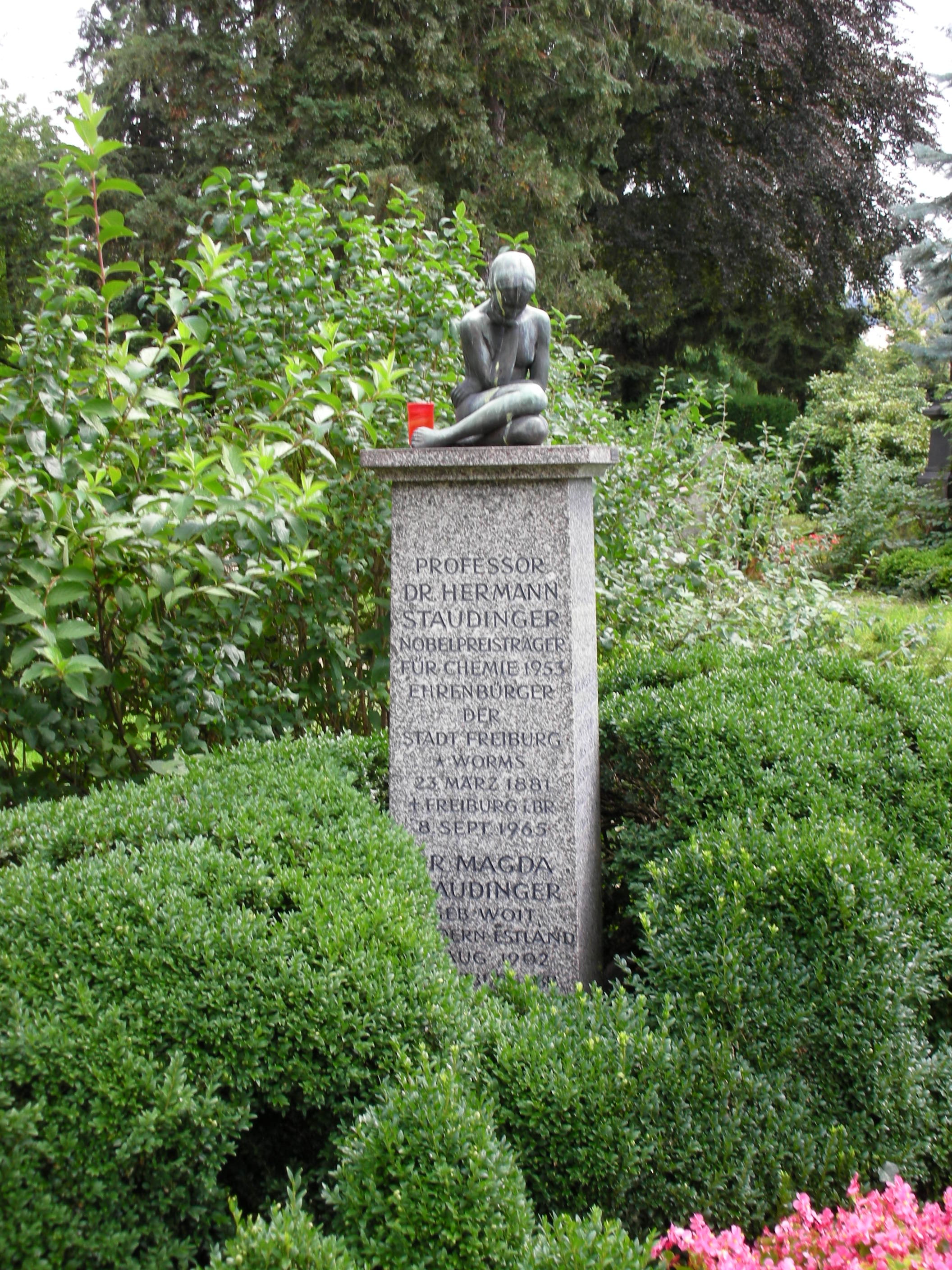
Sepultura do Nobel de Química Hermann Staudinger

- Alfred Kühn (1885–1968), zoólogo e geneticista
- Leo Wohleb (1888–1955), político
- Franz Philipp (1890–1972), compositor
- Albert Dossenbach (1891–1917), piloto na Primeira Guerra Mundial
- Hermann Eris Busse (1891–1947), historiador
- Joseph Beeking (1891–1947), teólogo católico
- Otto Fretter-Pico (1893–1966), militar
- Josef Schelb (1894–1977), compositor e pianista
- Erich Wewel (1894–1974), editor
- Franz Büchner (1895–1991), patologista
- Engelbert Zaschka (1895–1955), inventor
- Ernst Sander (1898–1976), escritor

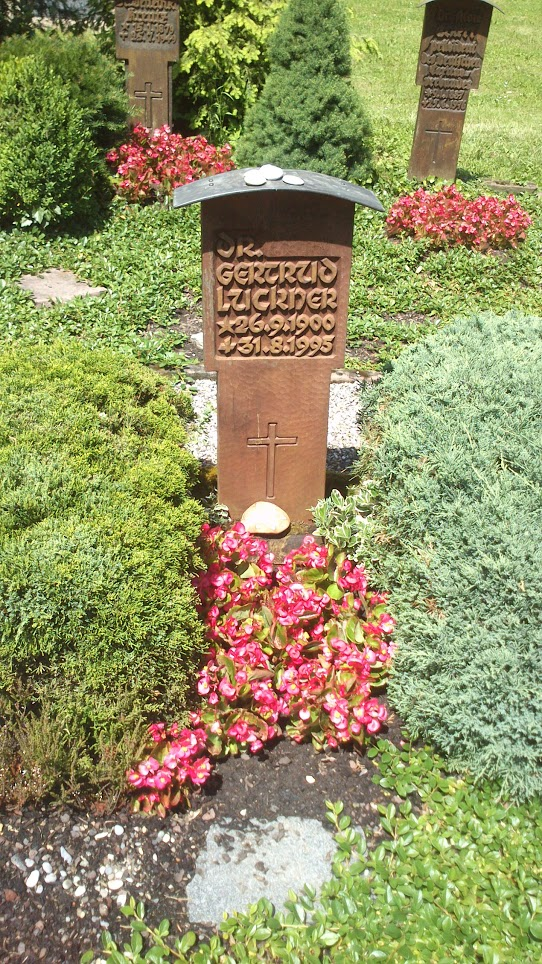
Sepultura de Gertrud Luckner

- Gertrud Luckner (1900–1995), combatente da resistência alemã
- Hermann Kopf (1901–1991), político
- Friedrich Stegmüller (1902–1981), teólogo católico
- Kurt Hans Sommermeyer (1906–1969), radiologista
- Hans Bender, (1907–1991), psicólogo
- Eberhard Meckel (1907–1969), escritor
- Eugen Keidel (1909–1991), de 1962 a 1982 prefeito de Freiburg

- Karl Büchner (1910–1981), filólogo

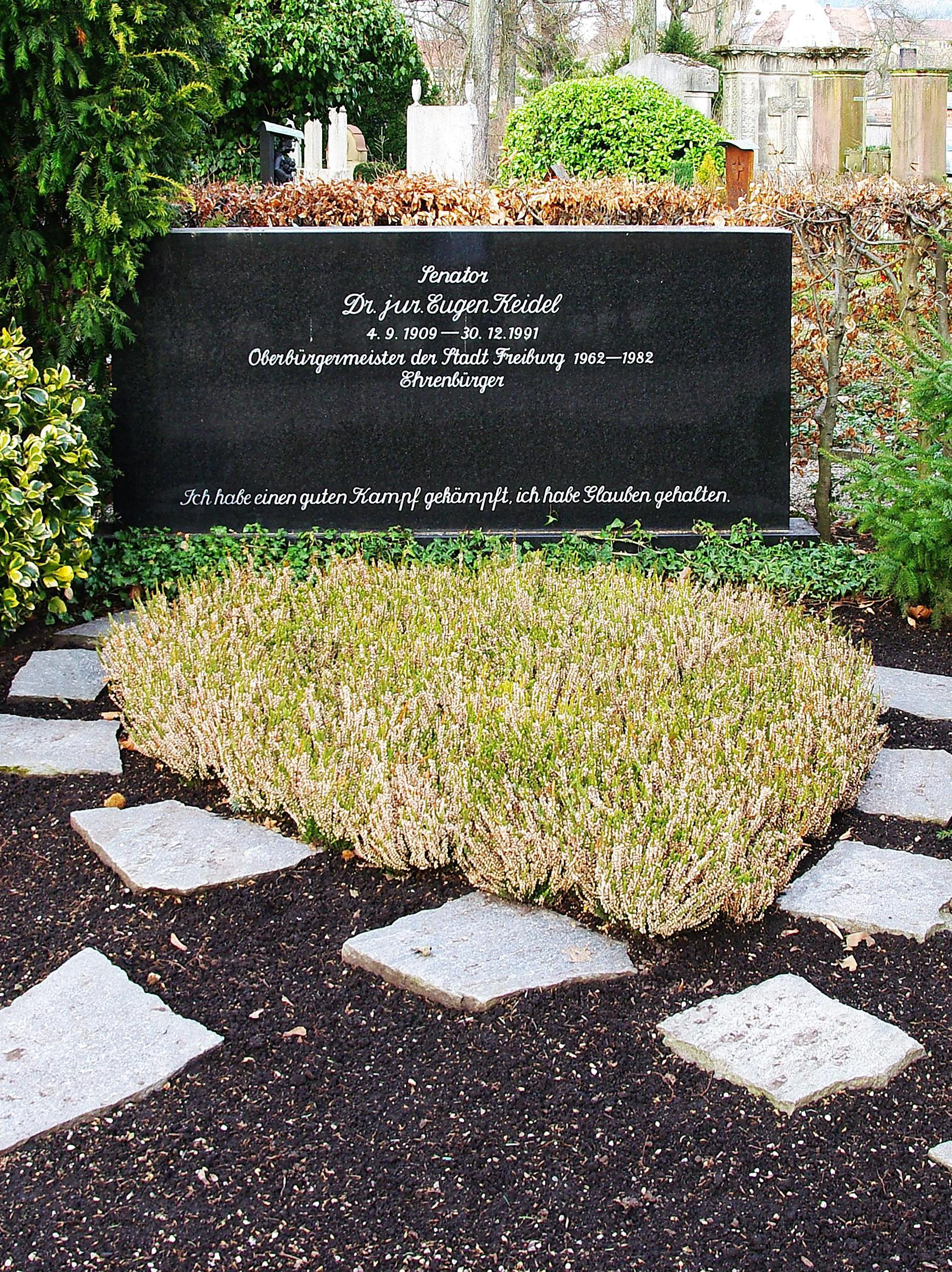
Sepultura de Eugen Keidel

- Walter Nikolaus Schumacher (1913–2004), arqueólogo
- Edith Picht-Axenfeld (1914–2001), pianista
- Leif Geiges (1915–1990), fotógrafo e repórter